# Hislopia lacustris
Hislopia lacustris är en mossdjursart som beskrevs av Carter 1858. Hislopia lacustris ingår i släktet Hislopia och familjen Hislopiidae. Utöver nominatformen finns också underarten H. l. moniliformis.